# Piantadino (película)
Piantadino es una película en blanco y negro de Argentina dirigida por Francisco Mugica sobre el guion de Carlos A. Petit y Rodolfo Sciammarella inspirado en los personajes de la historieta de Adolfo Mazzone que se estrenó el 30 de marzo de 1950 y que tuvo como protagonistas a Pepe Iglesias, Norma Giménez, Juan José Porta y Carlos Fioriti.

## Sinopsis
Un corredor de seguros que no puede concretar ninguna póliza tiene desventuras por culpa de compañeros maníacos del robo y el chisme.

## Cameos
En el prólogo se incluye un cameo promocional de Narciso Ibáñez Menta durante la filmación de La muerte está mintiendo, una aparición de la actriz Malisa Zini a quien interrogan sobre la filmación de Cuando besa mi marido y una discusión de Magaña, Thorry y Amelita Vargas en una supuesta secuencia de esta última película.

## Reparto
- Pepe Iglesias ... Miguel Segura "Piantadino"
- Norma Giménez ... María
- Juan José Porta ... Director de la Compañía de Seguros
- Carlos Fioriti ... Juan José Sosa
- Rodolfo Onetto ... Osvaldo
- Rafael Diserio
- José Maurer
- Jorge Núñez Soto
- Cirilo Etulain ... Bandido 1
- Max Citelli ... Pedro Gracioso
- Gregorio Barrios
- Enrique Vico Carré
- Narciso Ibáñez Menta
- Malisa Zini
- Ángel Magaña
- Juan Carlos Thorry
- Amelita Vargas
- Arturo Arcari
- Roberto Blanco ... Bandido 2
- Orestes Soriani
- Cristina Berys

## Comentarios
La crónica de Noticias Gráficas dijo que no es una película de comicidad dislocada y que el director trata con mesura y discreción las distintas incidencias del filme. Por otra parte, en La Razón el crítico opinó:

”Sólo logra alguna atracción por la sola presencia del eficaz cómico quien desprovisto de base y librado a sus propios medios, no alcanza el nivel de sus anteriore actuaciones.”

Manrupe y Portela comentan en relación con el filme:

”Película que nada tiene que ver con la historieta original, de ambiente carcelario, y que intentó reeditar el éxito de Avivato. Ciertas sutilezas en la realización no impiden la chatura.”